# امیر درویشویچ
امیر درویشویچ (زاده ۴ ژوئیه ۱۹۹۲) یک بازیکن فوتبال اسلوونیایی است که در پست هافبک برای کرکا بازی می‌کند.
در ۱۱ سپتامبر ۲۰۲۱، درویشویچ برای اولین بار در دوران حرفه ای خود به خارج از اسلوونیا نقل مکان کرد و با تیم سوپر لیگ هند SC East Bengal قرارداد امضا کرد. پس از انجام هشت بازی در لیگ و به ثمر رساندن دو گل، در ۲۵ ژانویه ۲۰۲۲ باشگاه را ترک کرد.
درویشویچ اولین بازی خود را برای اسلوونی در ژوئن ۲۰۱۸ در بازی دوستانه خارج از خانه مقابل مونته‌نگرو انجام داد و به عنوان جانشین نیمه دوم به جای یاسمین کورتیچ وارد زمین شد.